# Ладыжинская ГЭС
Ладыжинская ГЭС — малая ГЭС на р. Южный Буг у города Ладыжин (Винницкой области).
Входит в состав ПАО «Западэнерго». Приплотинная, работает на напоре Ладыжинского водохранилища, используемого в качестве пруда-охладителя Ладыжинской ТЭС. Одна из крупнейших на Южном Буге; в советское время (до пуска в эксплуатацию Александровской ГЭС) — самая мощная на Южном Буге.
Мощность 7,5 МВт (в двух гидроагрегатах), среднегодовая выработка 36,2 млн  кВт⋅ч (2008). В 2015 г. станция выработала 14,732 млн кВт⋅ч, в 2016 — 11,326 млн кВт⋅ч. В 2017 году выработка составила 10,152 млн кВт⋅ч.
Пущена в строй в 1964 году. В 2010 году существовал план увеличения мощности ГЭС до 9 МВт.